# Villamanrique de la Condesa
Villamanrique de la Condesa est une commune située dans la province de Séville de la communauté autonome d’Andalousie en Espagne.

## Histoire
Le duc de Montpensier, Antoine d’Orléans, a acheté une propriété qu’il donne a son beau-fils, Louis Philippe d’Orléans, Comte de Paris ; Propriété qu’il a reformée et qu’il a transformé en un Palais, le Palais Orleáns-Borbón.
Ici, en 1919, la comtesse de Paris est morte et c’est pourquoi la ville est renommée comme “Villamanrique de la condesa” (français : Villamanrique de la Comtesse).

## Administration
| Période                                  | Période | Identité | Étiquette | Qualité |
| ---------------------------------------- | ------- | -------- | --------- | ------- |
| N/A                                      | N/A     | N/A      | N/A       | Maire   |
| Les données manquantes sont à compléter. |         |          |           |         |

## Culture
Villamanrique de la Condessa, outre les manifestations culturelles classiques et générales qui ont lieu dans les villages andalous (processions religieuses, jeux taurins...), en présente une qui lui est propre, exclusive et spectaculaire :
Lors du pèlerinage du Rocio (avant et autour de la Pentecôte), les "hermandades" (confréries) dont l'itinéraire passe par là en provenance de près d'une centaine de villes d'Espagne observent un rite très spécifique :
Les attelages (chariots) tirés par des bœufs, couverts de fleurs magnifiques changées chaque jour, et transportant le "Sin Peccado" de la confrérie (c'est une splendide bannière religieuse brodée d'or et d'argent) montent (escaladent) la rampe d'accès à l'église du village, en pente avec des marches douces, avec l'aide des pèlerins qui poussent à bras le chariot dans la montée. Le chariot arrive ainsi au fond de l'église où se trouve une statue de la Sainte Vierge toute garnie et entourée des fleurs de l'attelage précédent. Souvent, les charretiers font agenouiller les bœufs devant la Vierge. Alors a lieu l'offrande des fleurs du chariot qui arrive, en échange de celles qui étaient sur place, au son des chants de prière (notamment la "Salve").
Puis le chariot doit redescendre - en marche arrière - avant de reprendre sa route en direction du Rocio, village et sanctuaire de la commune de Almonte à une vingtaine de kilomètres de là, destination du pèlerinage.

## Sources
- (es) Cet article est partiellement ou en totalité issu de l’article de Wikipédia en espagnol intitulé « Villamanrique de la Condesa » (voir la liste des auteurs). expérience personnelle vécue